# Bernardo Flores
Bernardo Flores (Guadalajara, Jalisco, Mèxic, 9 de març del 1996) és un cantant i actor de televisió mexicà. Conegut per ser el fill promogènit de Juan Reyes i Norma Elizondo a la telenovel·la colombiana Pasión de Gavilanes, on hi apareix a la 2a temporada.

## Carrera professional
Bernardo va estudiar actuació al Centre d'Educació Artística de Televisa. Va començar la seva carrera com a professional en el món de l'actuació introduint-se primer a la sèrie mexicana Como dice el dicho, posteriorment participa també a la telenovel·la Caer en tentación, on només apareix en tres episodis.L'any següent va participar en un capítol de la sèrie biogràfica de Luis Miguel, Luis Miguel: la serie. Seguidament va obtenir el major reconeixement per interpretar a Pablo Valentin, un jove homosexual en la telenovel·la Like.
Als inicis de l'any 2020, es va incorporar com part del repartiment regular de la segona temporada de La Doña, on va interpretar a Luis Navarrete (un jove psicòpata líder d'una banda de segrestadors de dones). En el mateix any, va participar en un capitol de Esta historia me suena. Al arribar al 2021 es va integrar a la producció de la segona temporada de Pasión de Gavilanes, on interpreta a Juan David Reyes Elizondo, el fill de Danna García i Mario Cimarro a la trama. També va participar en Express, la seva primera sèrie fora de territori mexicà. Totes dues produccions van ser estrenades l'any 2022.
El 27 de maig del 2022 a estrenar el seu primer sencill com a cantant, anomenat Mamita.

## Filmografia
| Any       | Títol                  | Rol                          | Notes                                                  |
| --------- | ---------------------- | ---------------------------- | ------------------------------------------------------ |
| 2017      | Caer en tentación      | Personatge desconegut        | Telenovel·la; 3 capítols.                              |
| 2017      | Como dice el dicho     | Personatge desconegut        | Sèrie d'antologia; 1 capítol.                          |
| 2018      | Luis Miguel: la serie  | Catalino                     | Sèrie de televisió web; Cap. «Decidete»                |
| 2018-2019 | Like                   | Pablo Valentín Ferrer        | Telenovel·la ; rol principal.                          |
| 2020      | La Doña                | Luis «Lucho» Navarrete Rojas | Telenovel·la (temporada 2); rol recurrent.             |
| 2020      | Esta historia me suena | José María                   | Sèrie d'antologia, Cap. «No es serio este cementerio». |
| 2022      | Express                | Leo Malasangre               | Sèrie de televisió web, rol principal.                 |
| 2022      | Pasión de gavilanes    | Juan David Reyes Elizondo    | Telenovel·la (temporada 2).                            |